# Ísafjörður (fiord)
Ísafjörður (isl. „fiord lodowy”) – fiord w północno-zachodniej Islandii, końcowy fragment największego w regionie Fiordów Zachodnich fiordu Ísafjarðardjúp. Ma długość około 25 km. U jego wejścia znajduje się bezludna wyspa Borgarey. W tym miejscu fiord ma około 5 km szerokości. Wzdłuż obu brzegów fiordu przebiega droga nr 61.
Brzegi fiordu są bardzo słabo zaludnione. Miasto Ísafjörður, wbrew swojej nazwie, nie leży nad fiordem Ísafjörður, a 40 km dalej na północny zachód nad fiordem Skutulsfjörður.